# Maria Stepanova (författare)
Maria Michajlovna Stepanova (ryska: Мария Михайловна Степанова), född 9 juni 1972 i Moskva, är en rysk författare och journalist. Stepanova har studerat vid Maksim Gorkijs litteraturinstitut där hon avlade examen 1995. Hon har publicerat poesi i ryskspråkiga litterära tidskrifter som Zerkalo, Znamja, Krititjeskaja massa och Novoje Literaturnoje Obozrenije, samt i antologier som Vavilon, Urbi och Ulov. Stepanova vann många viktiga ryska litterära priser, inklusive Pasternak-priset och Andrej Belyj-priset 2005, och Moskovskij stjot-priset 2006, 2009 och 2018.
År 2007 grundade Stepanova Openspace.ru, en onlinetidning ägnad ryskspråkig konst och kultur. Enligt Stepanova "skulle tidningen ge publiken en modern, uppdaterad, passionerad syn på vad som händer i den ryska kulturen och i den yttre världen."
Stepanovas poesi har varit inflytelserik i den samtida ryska litteraturen. Hon anses ha återpopulariserat den traditionella balladen som en poetisk genre  genom att använda och undergräva konventionell prosodi och form. Hon använder också ofta skaz, en rysk berättarteknik med fragmentariskt idiomatiskt språk.
Stepanova var professor vid Humboldtuniversitetet i Berlin som en del av en gästprofessur 2018–2019.
Efter Rysslands fullskaliga invasion av Ukraina lever Stepanova sedan 2022 i exil i Berlin. I maj 2023 meddelades att hon är mottagare av årets Bermanpris för sin bok Minnen av minnet.